# 코즐로비치 정신병원
코즐로비치 정신병원은 흐로드나 주에 위치했던 병원이었다. 1905년에 나무로 지어진 병원이었다. 하지만 2003년 10월 12일에 화재로 이 건물은 파괴되었고 30명의 사망자가 발생했다.